# Sadik Kaceli
Sadik Kaceli (Tirana, 14 marzo 1914 – Tirana, 2000) è stato un pittore e scultore albanese.

## Biografia
Studiò dapprima all'American Vocational School di Tirana, quindi a Parigi, all'Académie des Beaux-Arts grazie all'interessamento di Henri Matisse. Tornato a Tirana nel 1941, affiancò all'attività di pittore quella di insegnante.

## Attività artistica
Affrontò il temi del ritratto e del paesaggio in chiave realista, ma senza adattarsi alle esigenze del realismo socialista, venendo per questo messo ai margini della vita culturale albanese.
In epoca post-comunista divenne cittadino onorario di Tirana e nel 1994 fu premiato come Artista del popolo d'Albania. Fu il disegnatore della prima serie di monete albanesi, il Lek e anche dello stemma della Repubblica popolare socialista di Albania.
Suo fratello, Jonuz Osman Kaceli, fu assassinato senza processo nella strage di intellettuali orchestrata dal regime comunista albanese nel febbraio 1951.